# Zorzines yazakii
Zorzines yazakii är en fjärilsart som beskrevs av Inoue 1992. Zorzines yazakii ingår i släktet Zorzines och familjen nattflyn. Inga underarter finns listade i Catalogue of Life.